# Ard Doko

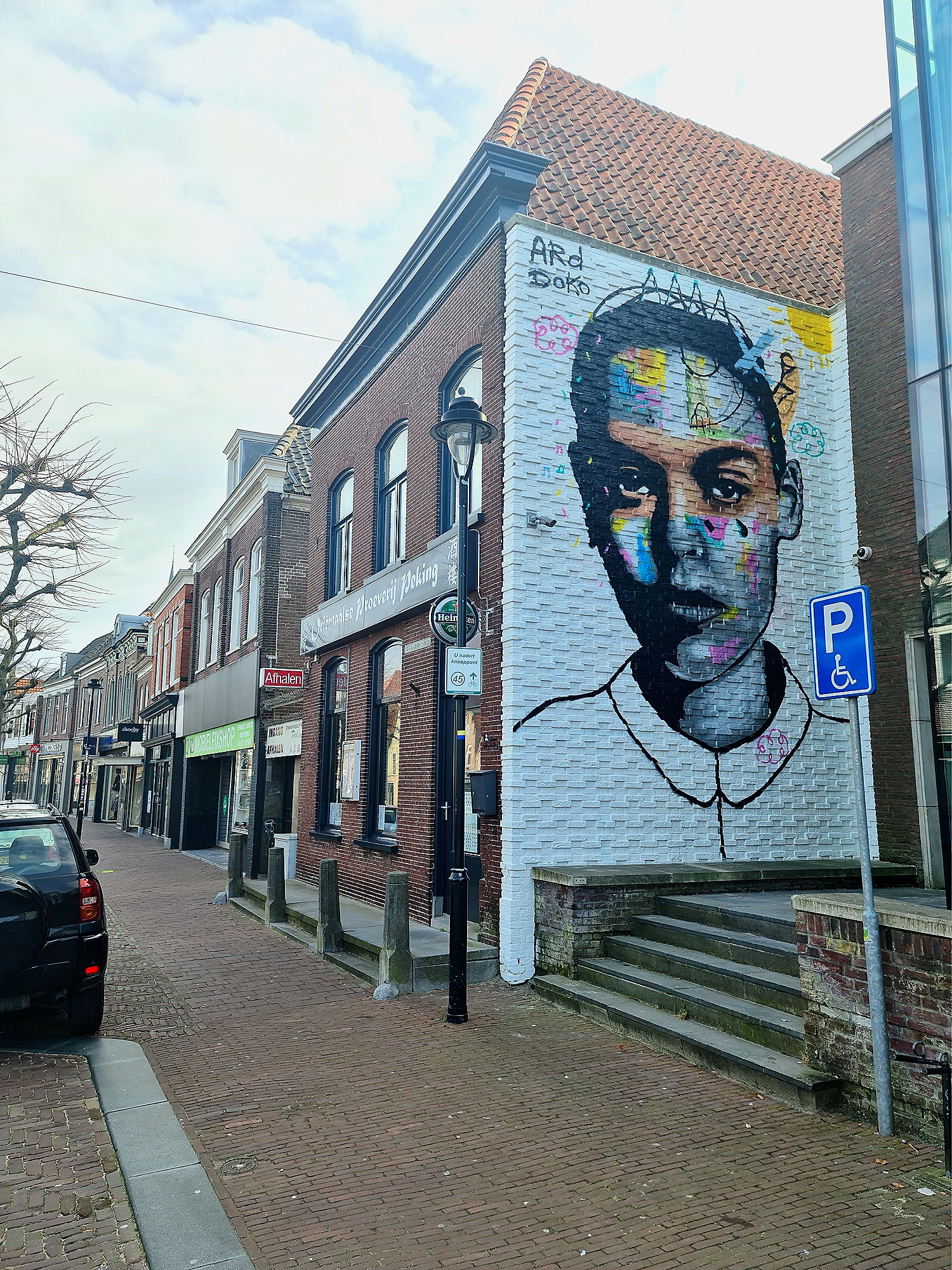
Een kunstwerk van Ard Doko op de Gedempte Gracht in Schagen voor Writers Block 2022

Ard Doko, alias Mister 5 (Den Helder, 5 december 1991) is een Nederlands graffitikunstenaar, kunstschilder en schrijver. 

## Levensloop

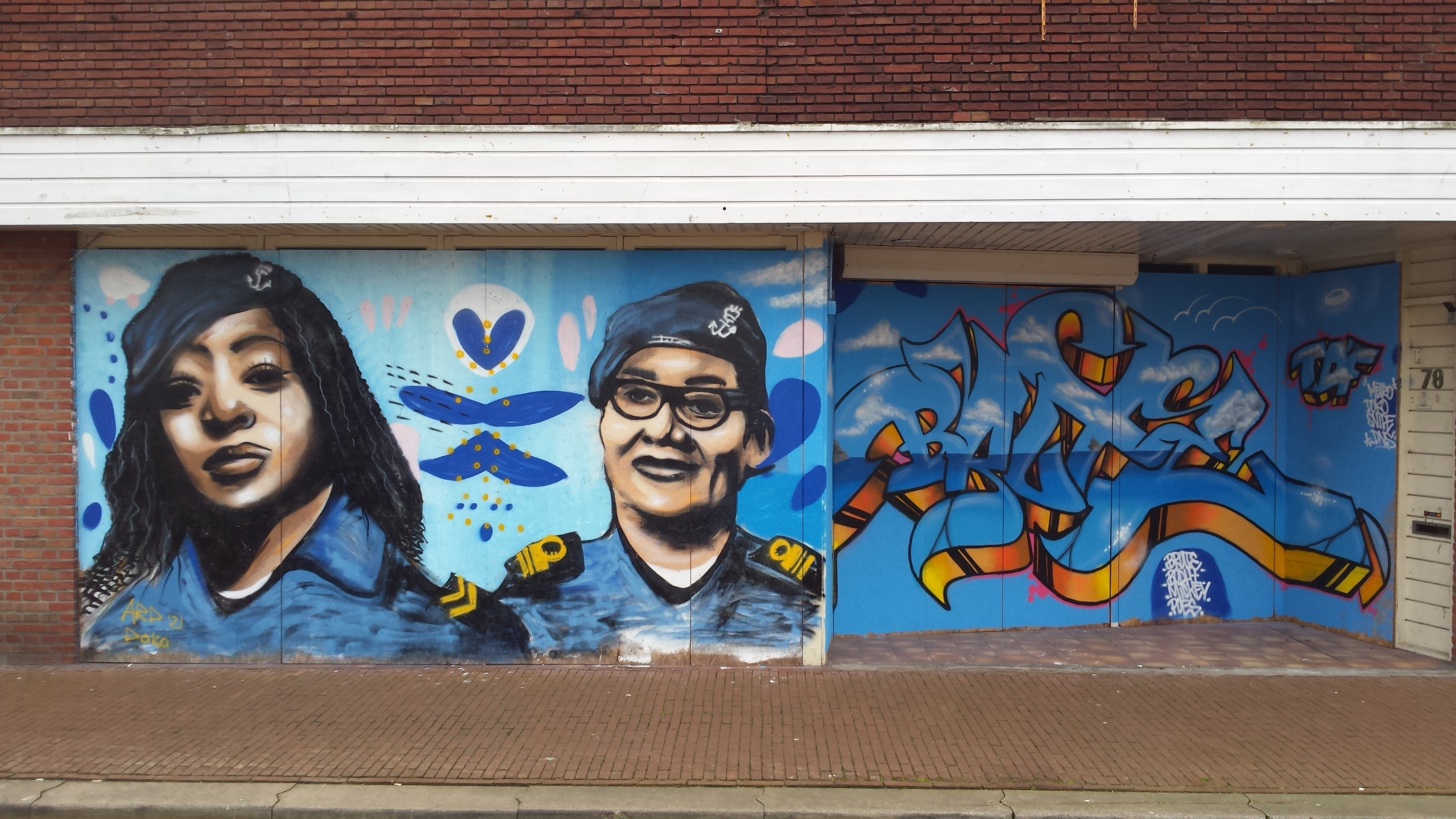
Een kunstwerk van Ard Doko in de Spoorstraat in Den Helder

Doko begon met graffiti als 16-jarige in zijn woonplaats Callantsoog onder het alias Mister 5. Sinds 2010 is hij naast zijn publieke kunst ook op doek gaan werken voor galerieën waarin hij een combinatie maakt van street art en trash polka als stijl.
In 2011 maakte Doko zijn Amerikaans debuut in Peoria, Illinois door een doek van 30 meter breed en 4 meter hoog live te schilderen. Sinds dat eerste Amerikaanse avontuur reist hij jaarlijks naar Peoria om daar kunst te maken en te exposeren, kwamen er uitnodigingen voor tentoonstellingen en live-schildersessies bij diverse galeries in Amsterdam, Oostenrijk, Dubai en Turkije, de prestigieuze Blooom Art Fair in Keulen, en ging hij op tournee langs diverse steden in California voor het Amerikaanse indie label, Liquid Geometry. 
In 2015 werkte hij samen met het Nederlandse duo Nick & Simon aan de tentoonstelling "open" in Museum de Fundatie waar hij een kunstwerk maakte voor het nummer Rome.
In 2017 werd Doko onderdeel van stichting Amsterdam Street Art, waar hij stukken schrijft over de cultuur en historie van street-art en graffiti. 

## Enkele tentoonstellingen
- Plastic fame & disposable razorblades (2017, Den Helder)
- Open (2015, Museum de Fundatie Zwolle)
- Blooom awards Art Cologne (2014, Keulen)
- Death Dance of the Frogfish (2014, Amsterdam)
- Liquid Geometry  (2013, Airliner, Los Angeles)
- The Impeccable Bunch (2018, GO Gallery Amsterdam)